# XVIII Governo Constitucional de Portugal
O XVIII Governo Constitucional de Portugal (26 de outubro de 2009 a 21 de junho de 2011) empossado pelo Presidente da República Cavaco Silva foi formado com base nas eleições legislativas de 27 de setembro de 2009, em que o Partido Socialista (PS) ganhou com maioria relativa.
O Governo entrou em funções a 26 de outubro de 2009, tendo o Presidente da República decretado a nomeação, sob proposta do Primeiro-Ministro, dos restantes membros do governo a 31 de Outubro de 2009.  O governo apresentou a sua demissão em 23 de março de 2011, devido à rejeição do novo Programa de Estabilidade e Crescimento (PEC) 2011–2014. Contudo, manteve-se em funções como Governo de Gestão até 21 de Junho de 2011, data da tomada de posse do XIX Governo Constitucional.

## Composição
De acordo com o artigo 183.º da Constituição Portuguesa, o Governo é constituído pelo primeiro-ministro, pelos ministros e pelos secretários e subsecretários de Estado, podendo incluir um ou mais vice-primeiros-ministros. O número, a designação e as atribuições dos ministérios e secretarias de Estado, bem como as formas de coordenação entre eles, são determinados, consoante os casos, pelos decretos de nomeação dos respetivos titulares ou por decreto-lei.
A sua constituição era a seguinte:

### Primeiro-Ministro
| Retrato | Cargo                                                                               | Detentor              | Partido | Partido | Período                                     |
| ------- | ----------------------------------------------------------------------------------- | --------------------- | ------- | ------- | ------------------------------------------- |
|         | Primeiro-ministro da República Portuguesa (Artigo 183.º da Constituição Portuguesa) | José Sócrates (1957–) |         | PS      | 26 de outubro de 2009 a 21 de junho de 2011 |

### Ministros
| Retrato | Cargo                                                          | Detentor                             | Partido | Partido      | Período                                     |
| ------- | -------------------------------------------------------------- | ------------------------------------ | ------- | ------------ | ------------------------------------------- |
|         | Ministro de Estado e dos Negócios Estrangeiros                 | Luís Amado (1953–)                   |         | PS           | 26 de outubro de 2009 a 21 de junho de 2011 |
|         | Ministro de Estado e das Finanças                              | Fernando Teixeira dos Santos (1951–) |         | Independente | 26 de outubro de 2009 a 21 de junho de 2011 |
|         | Ministro da Presidência                                        | Pedro Silva Pereira (1962–)          |         | PS           | 26 de outubro de 2009 a 21 de junho de 2011 |
|         | Ministro da Defesa Nacional                                    | Augusto Santos Silva (1956–)         |         | PS           | 26 de outubro de 2009 a 21 de junho de 2011 |
|         | Ministro da Administração Interna                              | Rui Pereira (1956–)                  |         | Independente | 26 de outubro de 2009 a 21 de junho de 2011 |
|         | Ministro da Justiça                                            | Alberto Martins (1945–)              |         | PS           | 26 de outubro de 2009 a 21 de junho de 2011 |
|         | Ministro da Economia, da Inovação e do Desenvolvimento         | José António Vieira da Silva (1953–) |         | PS           | 26 de outubro de 2009 a 21 de junho de 2011 |
|         | Ministro da Agricultura, do Desenvolvimento Rural e das Pescas | António Serrano (1965–)              |         | Independente | 26 de outubro de 2009 a 21 de junho de 2011 |
|         | Ministro das Obras Públicas, Transportes e Comunicações        | António Mendonça (1954–)             |         | Independente | 26 de outubro de 2009 a 21 de junho de 2011 |
|         | Ministra do Ambiente e do Ordenamento do Território            | Dulce Pássaro (1953–)                |         | Independente | 26 de outubro de 2009 a 21 de junho de 2011 |
|         | Ministra do Trabalho e da Solidariedade Social                 | Helena André (1960–)                 |         | PS           | 26 de outubro de 2009 a 21 de junho de 2011 |
|         | Ministra da Saúde                                              | Ana Jorge (1949–)                    |         | Independente | 26 de outubro de 2009 a 21 de junho de 2011 |
|         | Ministra da Educação                                           | Isabel Alçada (1950–)                |         | Independente | 26 de outubro de 2009 a 21 de junho de 2011 |
|         | Ministro da Ciência, Tecnologia e Ensino Superior              | Mariano Gago (1948–2015)             |         | Independente | 26 de outubro de 2009 a 21 de junho de 2011 |
|         | Ministra da Cultura                                            | Gabriela Canavilhas (1961–)          |         | PS           | 26 de outubro de 2009 a 21 de junho de 2011 |
|         | Ministro dos Assuntos Parlamentares                            | Jorge Lacão (1954–)                  |         | PS           | 26 de outubro de 2009 a 21 de junho de 2011 |

### Secretários de Estado
Presidência do Conselho de Ministros
- Secretário de Estado Adjunto do Primeiro-Ministro: João Almeida Ribeiro
- Secretário de Estado da Presidência do Conselho de Ministros: João Tiago Silveira
- Secretário de Estado do Desporto e Juventude: Laurentino Dias
- Secretário de Estado da Modernização Administrativa: Maria Manuel Leitão Marques
- Secretário de Estado da Administração Local: José Junqueiro
- Secretário de Estado da Igualdade: Elza Pais

Ministério dos Negócios Estrangeiros
- Secretário de Estado dos Negócios Estrangeiros e Cooperação: João Gomes Cravinho
- Secretário de Estado dos Assuntos Europeus: Pedro Lourtie
- Secretário de Estado das Comunidades Portuguesas: António Braga

Ministério das Finanças
- Secretário de Estado Adjunto e do Orçamento: Emanuel dos Santos
- Secretário de Estado do Tesouro e Finanças: Carlos Pina
- Secretário de Estado dos Assuntos Fiscais: Sérgio Vasques
- Secretário de Estado da Administração Pública: Gonçalo Castilho dos Santos

Ministério da Defesa Nacional
- Secretário de Estado da Defesa Nacional e Assuntos do Mar: Marcos Perestrello

Ministério da Administração Interna
- Secretário de Estado Adjunto do Ministro da Administração Interna: José Conde Rodrigues
- Secretário de Estado da Administração Interna: Dalila Araújo
- Secretário de Estado da Proteção Civil: Vasco Franco

Ministério da Justiça
- Secretário de Estado da Justiça e Modernização Judiciária: José Magalhães

Ministério do Ambiente e do Ordenamento do Território
- Secretário de Estado do Ambiente: Humberto Rosa
- Secretário de Estado do Ordenamento do Território e Cidades: Fernanda Carmo

Ministério da Economia, da Inovação e do Desenvolvimento
- Secretário de Estado Adjunto, da Indústria e do Desenvolvimento: Fernando Medina
- Secretário de Estado do Comércio, Serviços e Defesa do Consumidor: Fernando Serrasqueiro
- Secretário de Estado do Turismo: Bernardo Trindade
- Secretário de Estado da Energia e Inovação: Carlos Zorrinho

Ministério da Agricultura, do Desenvolvimento Rural e das Pescas
- Secretário de Estado das Florestas e Desenvolvimento Rural: Rui Barreiro
- Secretário de Estado da Agricultura e Pescas: Luís Vieira

Ministério das Obras Públicas, Transportes e Comunicações
- Secretário de Estado Adjunto, das Obras Públicas e Comunicações: Paulo Campos
- Secretário de Estado dos Transportes: Carlos Correia da Fonseca

Ministério do Trabalho e da Solidariedade Social
- Secretário de Estado da Segurança Social: Pedro Marques
- Secretário de Estado do Emprego e Formação Profissional: Valter Lemos
- Secretário de Estado Adjunta e da Reabilitação: Idália Serrão

Ministério da Saúde
- Secretário de Estado Adjunto e da Saúde: Manuel Pizarro
- Secretário de Estado da Saúde: Óscar Gaspar

Ministério da Educação
- Secretário de Estado Adjunto e da Educação: Alexandre Ventura
- Secretário de Estado da Educação: João Trocado da Mata

Ministério da Ciência, Tecnologia e Ensino Superior
- Secretário de Estado da Ciência, Tecnologia e Ensino Superior: Manuel Heitor

Ministério da Cultura
- Secretário de Estado da Cultura: Elísio Summavielle

## Medidas e actos
- No dia 4 de maio de 2011 o governo chegou a acordo com a "troika" sobre as medidas a adoptar para garantir a ajuda financeira ao país, tendo sido publicado o memorando de entendimento.[11] A versão em português desse memorando só foi divulgada 15 dias depois.[12]